# Сон Чун Хо
Сон Чун Хо (кор. 손준호, нар. 12 травня 1992, Йондок) — південнокорейський футболіст, півзахисник .
Виступав, зокрема, за клуби «Пхохан Стілерс» та «Чонбук Хьонде Моторс», а також національну збірну Південної Кореї.
Триразовий чемпіон Південної Кореї. Чемпіон Китаю.

## Клубна кар'єра
Народився 12 травня 1992 року в місті Йондок.
У дорослому футболі дебютував 2014 року виступами за команду «Пхохан Стілерс», в якій провів три сезони, взявши участь у 99 матчах чемпіонату. Більшість часу, проведеного у складі «Пхохан Стілерс», був основним гравцем команди.
Своєю грою за цю команду привернув увагу представників тренерського штабу клубу «Чонбук Хьонде Моторс», до складу якого приєднався 2018 року. Відіграв за команду з міста Чонджу наступні два сезони своєї ігрової кар'єри. Граючи у складі «Чонбук Хьонде Моторс» також здебільшого виходив на поле в основному складі команди.
До складу клубу «Шаньдун Лунен» приєднався 2021 року. Станом на 14 листопада 2022 року відіграв за команду з Цзінаня 39 матчів в національному чемпіонаті.

## Виступи за збірні
У 2014 році залучався до складу молодіжної збірної Південної Кореї. На молодіжному рівні зіграв у 6 офіційних матчах.
У 2018 році дебютував в офіційних матчах у складі національної збірної Південної Кореї.
У складі збірної — учасник чемпіонату світу 2022 року у Катарі.
| Дата      | Місто | Господарі      | Результат | Гості | Турнір            | Голи | Примітки |
| --------- | ----- | -------------- | --------- | ----- | ----------------- | ---- | -------- |
| 12-6-2021 | Коян  | Південна Корея | 2 – 1     | Ліван | Відбір до ЧС 2022 | -    | 82'      |
| 2-9-2021  | Сеул  | Південна Корея | 0 – 0     | Ірак  | Відбір до ЧС 2022 | -    | 38' 46'  |
| 7-9-2021  | Сувон | Південна Корея | 1 – 0     | Ліван | Відбір до ЧС 2022 | -    | 72'      |
| Усього    |       | Матчів         | 3         |       | Голів             | 0    |          |

## Титули і досягнення
- Чемпіон Південної Кореї (3):

«Чонбук Хьонде Моторс»: 2018, 2019, 2020
- Володар Кубка Південної Кореї (1):

«Чонбук Хьонде Моторс»: 2020
- Чемпіон Китаю (1):

«Шаньдун Лунен»: 2021
- Володар Кубка Китаю (2):

«Шаньдун Лунен»: 2021, 2022
Збірні
- Переможець Азійських ігор: 2014
- Чемпіон Східної Азії: 2019